# Acroria pulchra
Acroria pulchra là một loài bướm đêm trong họ Noctuidae.